# Michael Kössler

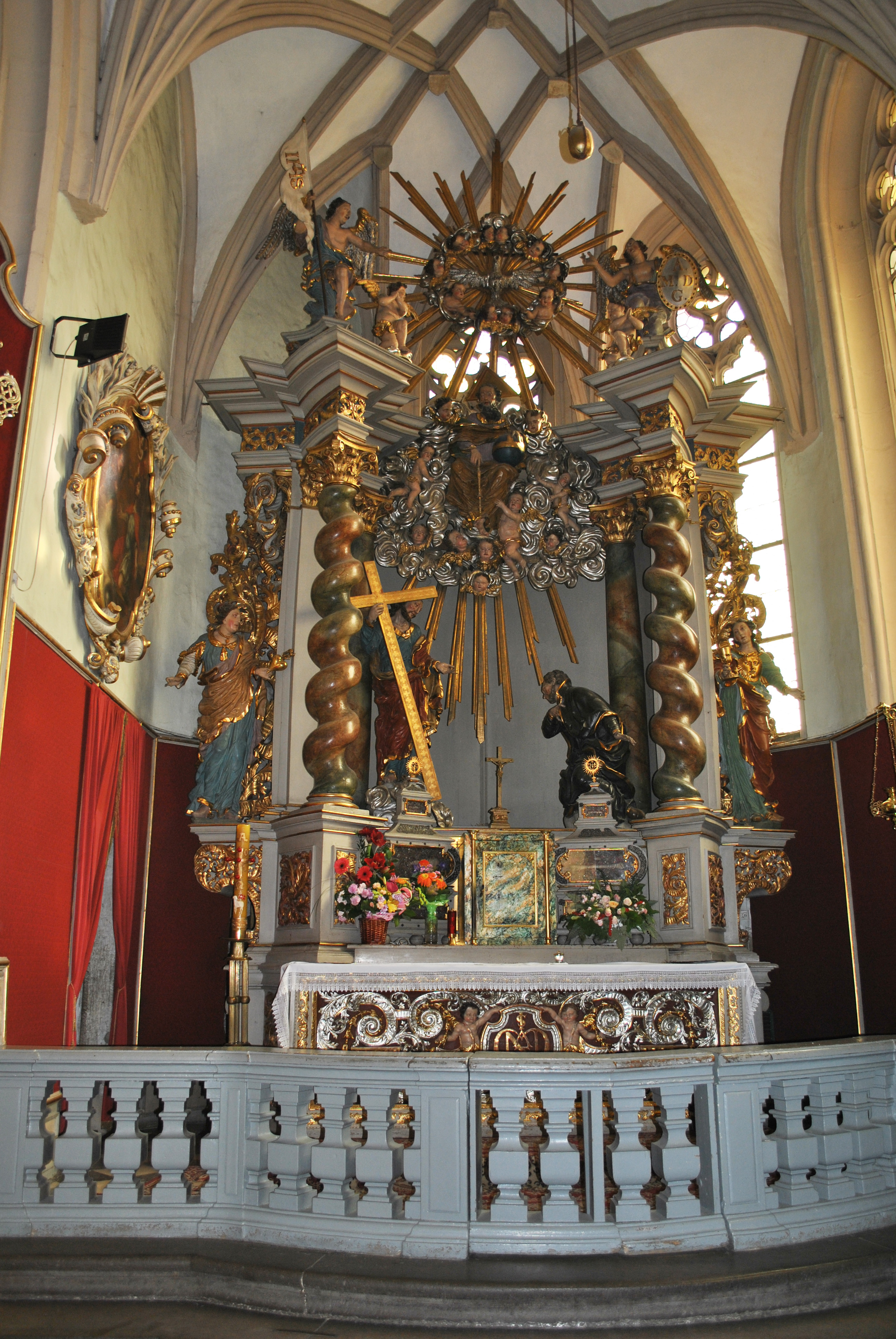
St.-Ignatius-Altar in der Pfarrkirche von Glatz

Michael Kössler (auch Kößler; Kösler, Koeßler; * um 1670 in Schwaben; † nach 1734) war ein deutscher Bildhauer und Schnitzer des Barock. Seine Wirkungsstätten waren in Breslau, in der damals unmittelbar zu Böhmen gehörenden Grafschaft Glatz, in Mähren, im Fürstentum Neisse und im Herzogtum Oppeln.

## Leben

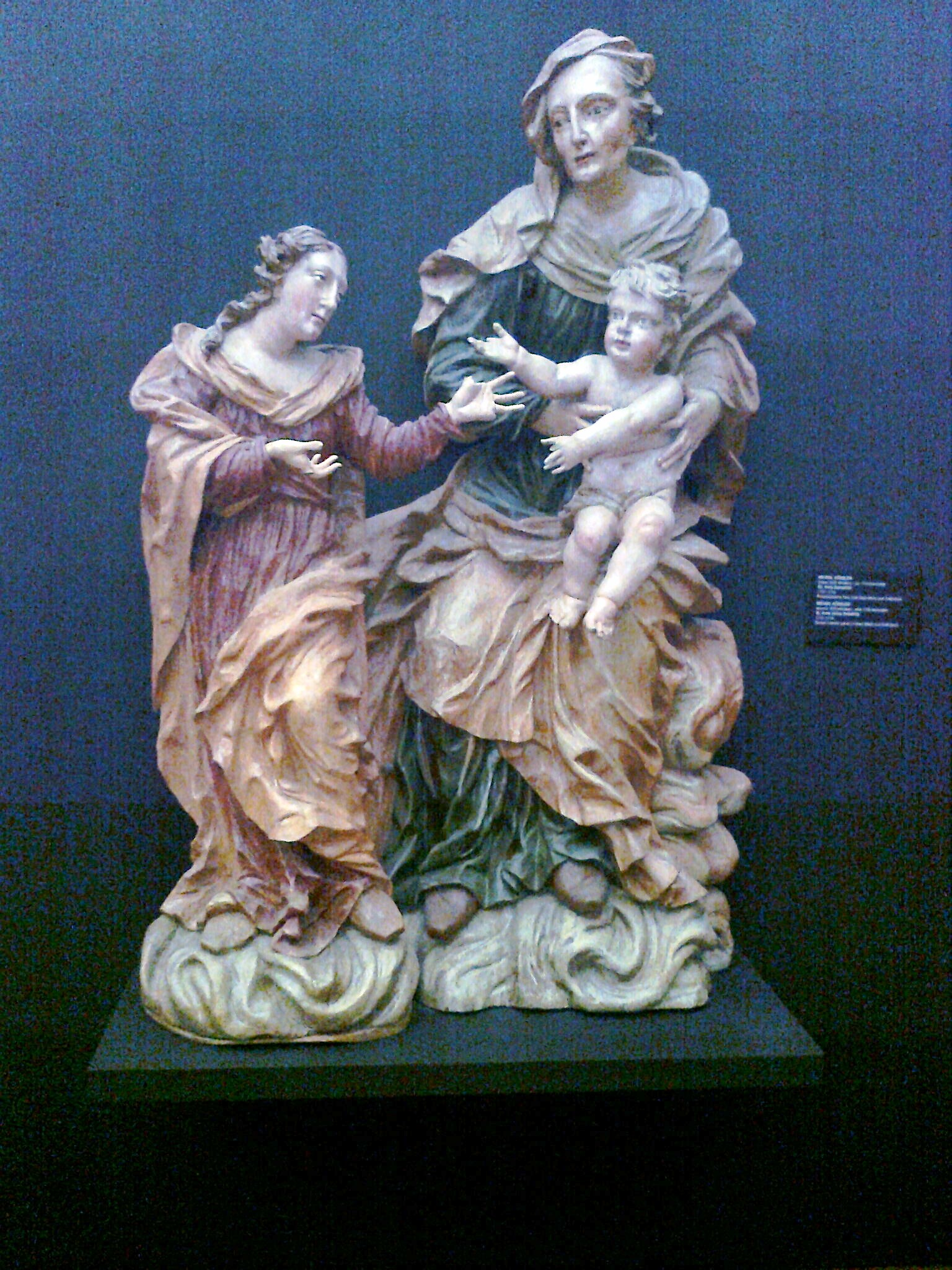
Anna selbdritt, Mährisch Altstadt

Die Lebensdaten von Michael Kössler, der aus Schwaben stammte, sind nicht bekannt. Am 2. August 1699 heiratete er in Breslau und ließ dort im selben Jahr ein Kind taufen. Ein weiteres Kind wurde 1708 in Glatz getauft, wo er das Bürgerrecht erwarb und vermutlich bis in die 1720er Jahre eine Bildhauerwerkstatt betrieb. Für 1728 ist sein Wohnort in Falkenberg nachgewiesen.

## Werke
In der Grafschaft Glatz
- Glatz,  Pfarrkirche Mariä-Himmelfahrt:
  - Schnitzfiguren der Vierzehn Nothelfer (1704)
  - Ignatiusaltar (1712–1713)[1] oder (1737)[2]
- Konradswalde, Pfarrkirche: Hochaltar (1705; 1751 entfernt), Figuren der hll. Blasius und Valentin (1705)

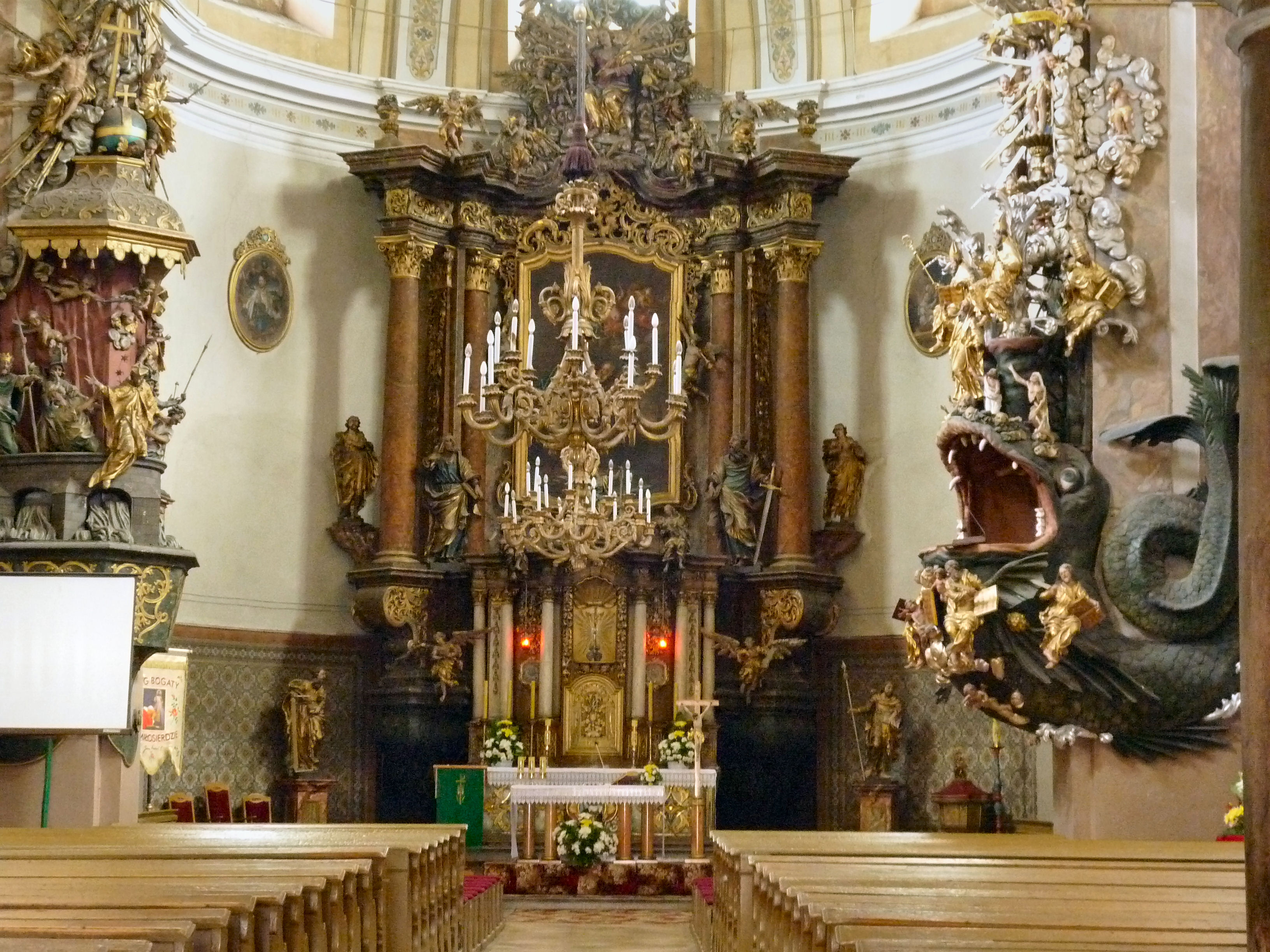
Kirche in Reinerz

- Reinerz, Pfarrkirche St. Peter und Paul: Hochaltar und Walfischkanzel (1718; wurde lange Zeit irrtümlich für eine Arbeit von Michael Klahr d. Ä. gehalten.)

Im Fürstentum Neisse
- Grottkau, Pfarrkirche St. Michael: Architektonischer Hochaltar mit Figuren (1728)

Im Herzogtum Oppeln
- Himmelwitz, ehemalige Klosterkirche Mariä Himmelfahrt: Hauptaltar im Régence-Stil (1734)

In Mähren
- Schönberg: Mariensäule (1718–1720) mit den Figuren der hll. Josef, Petrus, Johannes von Nepomuk, Sebastian, Rochus, Franz Xaver und Bruno sowie Papst Gregor XII. Die Bekrönung bildet die Figur der Unbefleckten Empfängnis; in der Grotte wird die hl. Rosalia dargestellt.[3]
- Altstadt: Skulptur der hl. Anna selbdritt (1712–1716) für die Pfarrkirche St. Anna (heute im Diözesanmuseum in Olmütz)[4]